# 美国海军天文台星表
美国海军天文台星表是美国海军天文台位于亚利桑那州旗杆镇附近的观测站使用高精度测量仪（PMM）整理并出版的一份星表，在天文学界被广泛使用。其中，星表包含了10亿多（1,042,618,261）颗星的位置、星等、自行等数据，极限星等为21等，采用2000.0历元，位置精确到0.2角秒，容量超过80GB。星表则包含了5亿多颗星的资料。其子集星表包含了约5千万颗星，以供要求不高时使用。这些星表都可以在互联网上免费获得。